# Kostenets (by)
Kostenets (bulgariska: Костенец) är en ort i Bulgarien.   Den ligger i kommunen obsjtina Kostenets och regionen Sofijska oblast, i den västra delen av landet, 60 km sydost om huvudstaden Sofia. Kostenets ligger 713 meter över havet och antalet invånare är 4 025.
Terrängen runt Kostenets är varierad. Närmaste större samhälle är Ichtiman, 18,5 km norr om Kostenets.
Trakten runt Kostenets består till största delen av jordbruksmark. Runt Kostenets är det ganska glesbefolkat, med 40 invånare per kvadratkilometer.